# Ronchin
Ronchin är en kommun i departementet Nord i regionen Hauts-de-France i norra Frankrike. Kommunen ligger i kantonen Lille-Sud-Est som tillhör arrondissementet Lille. År 2022 hade Ronchin 19 436 invånare.

## Befolkningsutveckling
Antalet invånare i kommunen Ronchin
| Referens: INSEE |